# Jiří Zikmund z Trauttmansdorffu
Jiří Zikmund hrabě z Trauttmansdorff-Weinsbergu (německy Georg Sigmund Reichsgraf von Trauttmansdorff-Weinsberg; 22. srpna 1638 Štýrský Hradec – 16. října 1708 Štýrský Hradec) byl rakouský šlechtic, říšský hrabě z rodu Trauttmansdorffů, svobodný pán z Gleichenbergu. Jako nejmladší syn diplomata Maxmiliána z Trauttmansdorffu zdědil statky ve Štýrsku a stal se zakladatelem štýrské rodové linie.

## Životopis

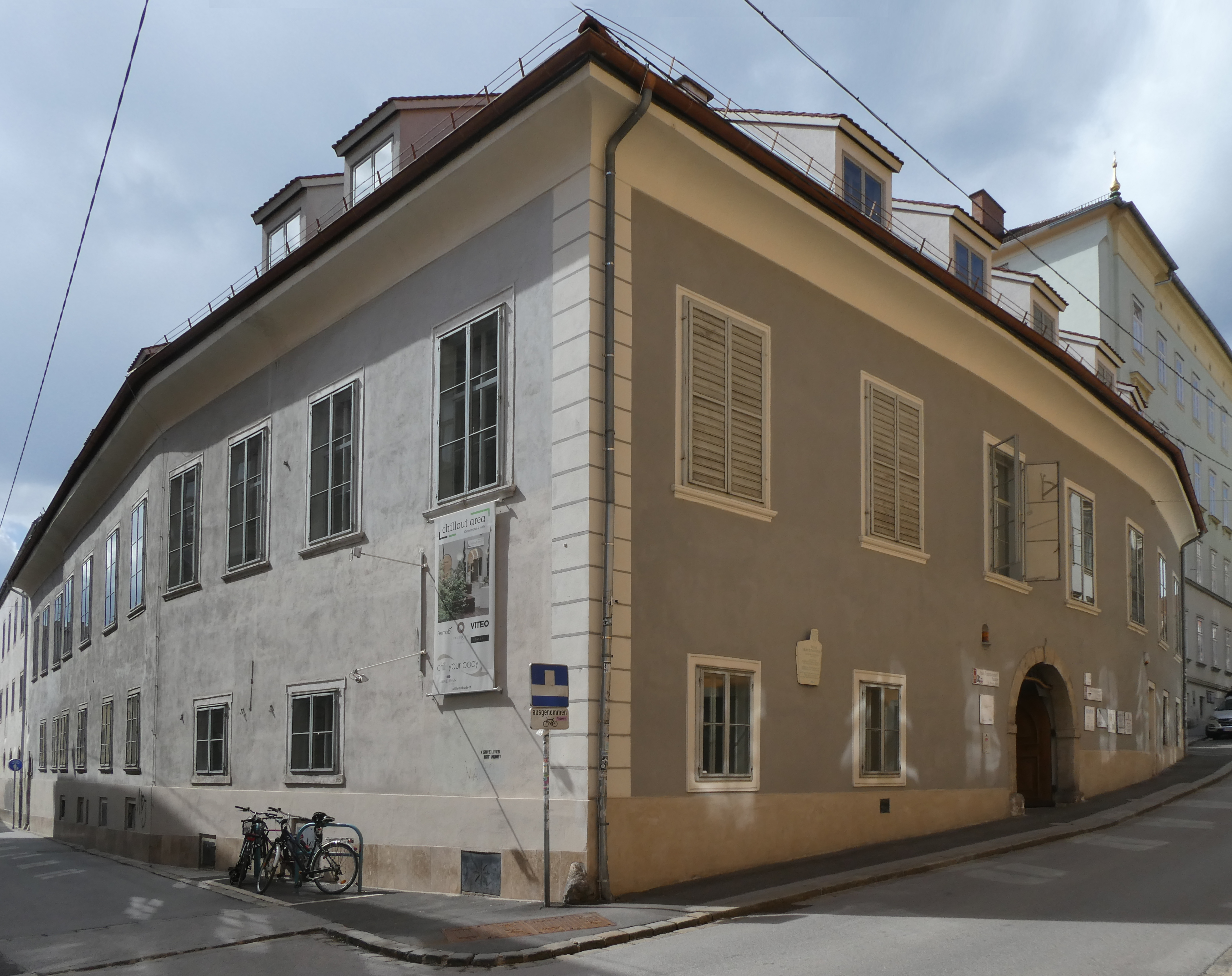
Trauttmansdorffský palác ve Štýrském Hradci

Narodil se 22. srpna 1638 ve Štýrském Hradci jako nejmladší syn z 15 dětí říšského hraběte Maxmiliána z Trauttmansdorffu (1584–1650), prvního ministra za císaře Ferdinanda III. a jeho manželky, hraběnky Marie Žofie Pálffyové z Erdődu (1596–1668). Ta byla dcerou císařského polního maršála hraběte Mikuláše II. Pálffyho (1552–1600) a jeho manželky Marie Magdaleny Fuggerové z Kirchberg-Weissenhornu (1560/1566–1646). 
V roce 1639 bylo jméno rodu rozšířeno do podoby „Trauttmansdorff-Weinsberg“ podle německého panství Weinsberg ve Württembersku. Jako nejmladší z Maxmiliánova potomstva zdědil Jiří Zikmund rodové statky ve Štýrsku, kde mu patřila panství Gleichenberg a Burgau. Kromě toho pobýval ve svém městském paláci na Bürgergasse 5 ve Štýrském Hradci. V roce 1662 byl jmenován císařským komorníkem a později působil ve státních službách, v letech 1677–1681 byl radou dvorské komory. Nakonec obdržel titul tajného rady a pro svůj rod získal dědičný úřad dvorského hofmistra ve Štýrsku.
Jiří Zikmund z Trauttmansdorffu zemřel 16. října 1708 ve Štýrském Hradci ve věku 70 let.

### Manželství a rodina
Jiří Zikmund z Trauttmansdorff-Weinsbergu se dne 30. dubna 1665 na zámku Brunssee oženil s hraběnkou Eleonorou Cecilií Renatou z Wildensteinu (12. října 1643, Štýr. Hradec – 16. prosince 1708 tamtéž), dcerou hraběte Jana Františka z Wildensteinu († 1678) a jeho manželky Marie Anny Barbory Konstancie Scheitové z Leitersdorffu († 1645). Manželé měli několik dětí:  
- Marie Františka Maxmiliana Kristiana z Trauttmansdorffu-Weinsbergu (1666 – 7. září 1730, Štýr. Hradec), I. sňatek 23. dubna 1686 ve Štýrském Hradci s hrabětem Janem Jiřím z Herbersteinu (8. května 1660 – 13. července 1686 v bitvě u Pešti), II. v roce 1688 s hrabětem Františkem Honoriem z Trauttmansdorffu (21. ledna 1662 – 8. dubna 1719, Vídeň)
- Marie Cecílie z Trauttmansdorffu († 13. března 1728 ve Štýr. Hradci), dne 27. dubna 1698 se ve Štýrském Hradci provdala za svobodbého pána Jana Karla Josefa ze Stadl-Riegersburgu (4. září 1676, Štýr. Hradec – 22. prosince 1729)
- Maximilian Zikmund Friedrich z Trauttmansdorffu (26. února 1674, Štýr. Hradec – 10. prosince 1731), od roku 1694 (ve Vídni) ženatý s hraběnkou Marií Barborou ze Starhembergu (2. prosince 1673, Vídeň – 23. února 1745, Štýr. Hradec)
- Marie Terezie Anna z Trauttmansdorffu (27. února 1676, Štýr. Hradec – 7. ledna 1733, Vídeň), 13. února 1702 se ve Štýrském Hradci provdala za hraběte Karla Magnuse Ludvíka z Ditrichštejna (19. října 1676, Štýr. Hradec – 6. května 1732, Vídeň)
- Tereza z Trauttmansdorffu